# Хлеб в траве
«Хлеб в траве» (фр. Le blé en herbe; также в прокате как «Молодо-зелено») — французский кинофильм режиссёра Клода Отан-Лара по роману Колетт «Ранние всходы».

## Сюжет
Шестнадцатилетний Филипп и его младшая кузина Винка выросли вместе и относятся друг к другу, как родные брат и сестра. Их семьи постоянно общаются, а лето проводят вместе. Но приходит пора, когда подростки начинают интересоваться противоположным полом, и у молодых людей начинают формироваться чувства друг к другу, на что их родители не обращают внимания. Именно в это время Филипп знакомится с мадам Даллерай, женщиной старше себя, опытной в искусстве любви и ищущей способов скрасить своё одиночество. Мадам Даллерай становится наставницей юноши в любовном искусстве, а его отношения с Винкой оказываются под угрозой. Однако связь с мадам Даллерай заканчивается, и Филипп возвращается к Винке уже опытным мужчиной.

## В ролях
- Пьер-Мишель Бек — Филипп Одбер
- Николь Берже — Винка Ферре
- Эдвиж Фёйер — мадам Даллерай
- Рене Девильер — мать Филиппа
- Шарль Дешан — отец Винки
- Элен Тосси — мать Винки

В фильме также снимались Луи де Фюнес в роли ярмарочного киномеханика и Клод Берри в роли его сына.

## Интересные факты
В 1990 году под этим же названием вышла телевизионная адаптация романа Колетт.